# Чатай (Словакия)
Чатай (словац. Čataj, нем. Schattein, венг. Csataj) — деревня района Сенец, Братиславского края, в юго-западной Словакии.
Расположена в Дунайской низменности в 10 км к северо-востоку от города Сенец и в 19 км к юго-западу от Трнавы.
Население на 31 января 2021 года составляло	1205 человек. Кадастровая площадь — 12,87 км². Плотность — 90,6 чел./км²

## История
Впервые упоминается в 1244 году. До 1918 года входило в состав Венгерского королевства, после чего перешло к вновь образованной Чехословакии.

## Население
| Год:                | 1994 | 2004    | 2014     | 2024    |
| ------------------- | ---- | ------- | -------- | ------- |
| Количество человек: | 952  | 972     | 1154     | 1191    |
| Разница:            |      | +2,10 % | +18,72 % | +3,20 % |